# Park Narodowy Barrington Tops
Barrington Tops (Barrington Tops National Park) – park narodowy położony w paśmie górskim Mount Royal Range, w stanie Nowa Południowa Walia w Australii, około 200 km na północ od Sydney.
Park jest częścią rezerwatu Gondwana Rainforests of Australia, wpisanego na listę światowego dziedzictwa UNESCO.